# IC 4876
IC 4876 — галактика типу SBc () у сузір'ї Телескоп.
Цей об'єкт міститься в оригінальній редакції індексного каталогу.